# Cadusii
Les Cadusiens, en latin Cadusii, sont une population protohistorique des confins du Caucase oriental et de l'Iran septentrional. William Smith considérait les Cadusiens comme une tribu scythe.

## Nom
William Smith pense que les Cadusiens (Qādūsīāns) tirent leur nom du roi Kavadh Ier (Qavades). Selon Oleg N. Troubatchev, les Cadusiens étaient une tribu vivant dans des grottes.

## Descriptif
Les Cadusiens sont mentionnés en Asie occidentale protohistorique, sur la côte sud-ouest de la mer Caspienne, entre les fleuves Cyrus et Amordus ou Sygris. Leur territoire, ultérieurement mentionné comme patrie des Caspiens et plus récemment des Talyches qui affirment en descendre, est actuellement partagé entre le Sud de l'Azerbaïdjan et la province iranienne du Guilan.
Pline l'Ancien (Ier siècle) dans l'Histoire naturelle (livre VI, XVIII.48) identifie les Gelae avec les Cadusiens : « les Gelae, que les Grecs appelaient Cadusiens ». Cela contredit le premier Strabon et Ptolémée (IIe siècle) : ce dernier dans la Géographie (livre VI) identifie les Cadusiens et les Legae, et place les Gelae au nord. En comparant tous les fragments existants, Kai Brodersen suggère que dans le texte de Pline le mot Legae a pu disparaître lors de la copie. C'est-à-dire que le fragment original était lu comme « Gelae et Legae que les Grecs appelaient Cadusiens ».

## Avant l'empire perse
Les Cadusiens semblent avoir été constamment en guerre avec leurs voisins. D'abord soumis par les Assyriens, si l'on en croit les sources douteuses de Diodore, ils furent ensuite soumis au moins nominalement aux Mèdes, jusqu'à ce qu'ils se révoltent à l'époque du roi des Mèdes Artaeus. Dans le récit de Ctésias (rapporté par Diodore), la guerre est née d'une offense que le roi a infligée à un Perse puissant et capable, appelé Parsondas. Après l'offense Parsondas se retira dans le pays des Cadusiens avec une petite troupe et il s'attacha au plus puissant des seigneurs locaux en lui offrant sa sœur en mariage. À ce stade, le pays, qui était nominalement inféodé aux Mèdes, s'est rebellé et a choisi comme chef de guerre Parsondas, lui donnant le commandement de l'armée cadusienne. En réaction, les Mèdes n'armèrent pas moins de huit cent mille hommes (c'est le chiffre donné par Ctésias, auquel il ne faut pas accorder beaucoup de confiance). Mais Artaeus échoua dans sa tentative de reconquérir les Cadusiens et Parsondas fut triomphalement élu roi par ces derniers. Il mena des raids continus en Médie pendant tout son long règne, de même que ses successeurs, générant une hostilité durable avec les Mèdes, qui s'est poursuivi jusqu'à la chute de ces derniers en 559 avant notre ère. Toutefois les documents grecs sur l'Orient avant Cyrus sont imprécis. Certains érudits qui identifient Artaeus au Deioces d'Hérodote, ou mieux à Duyakku, un important chef mède à l'époque de l'hégémonie assyrienne. Un autre point intéressant est que Ctesias mentionne ici pour la première fois les Cadusiens. Ce qui semble plus certain (dans le rapport de Nicolas de Damas) est que vers la fin du royaume mède, les Cadusiens ont joué un rôle important dans sa chute en s'alliant aux ennemis des Mèdes, les Perses.

## Cadusiens et Perses

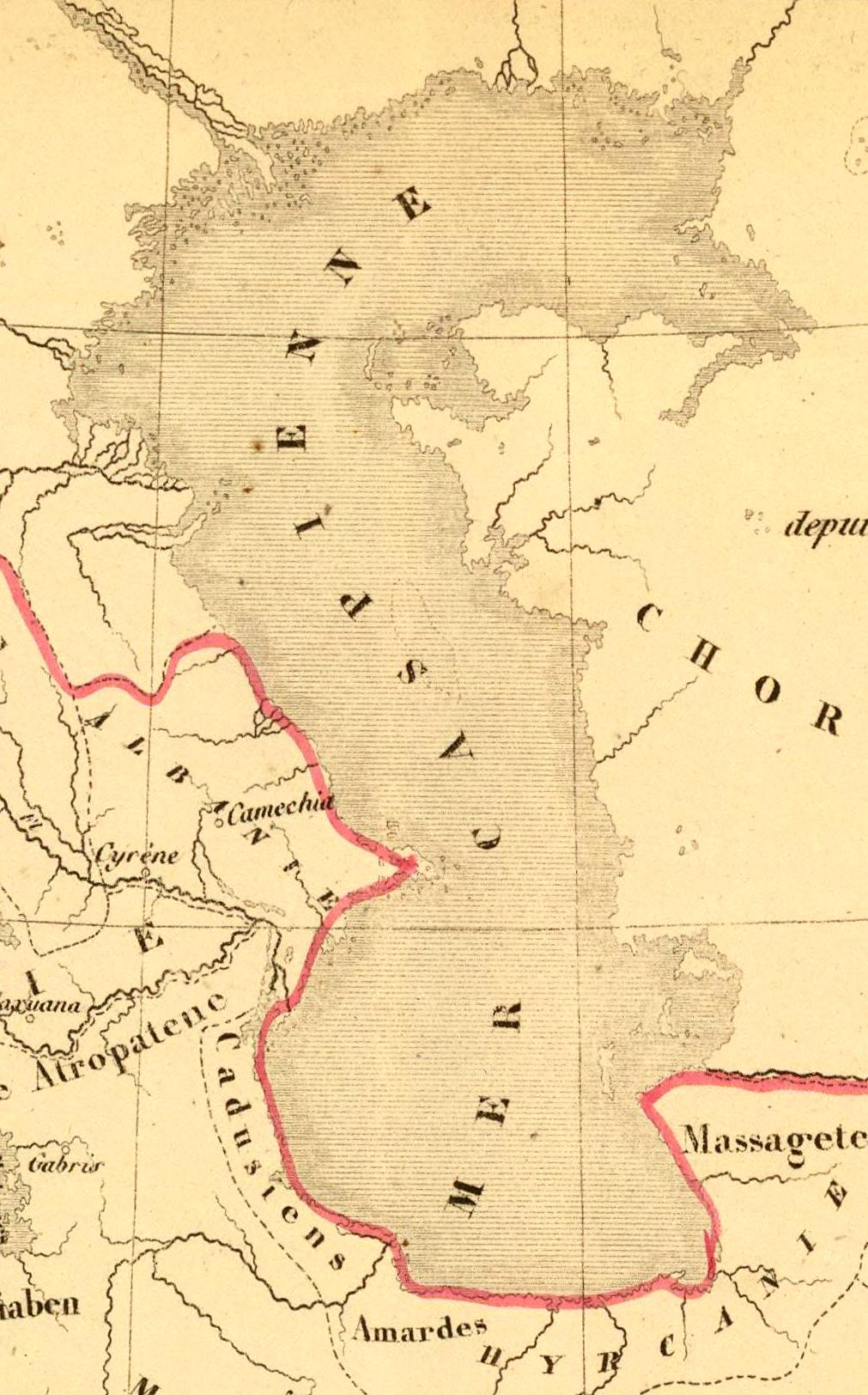
Antoine Philippe Houze : les Cadusiens.

Il ne semble pas que les Perses aient eu initialement de grandes difficultés à soumettre les Cadusiens ; ils furent immédiatement des alliés fidèles de Cyrus le Grand (559-529 av. J.-C.), d'abord contre les Mèdes et ensuite contre les Babyloniens. Leur soumission semble avoir été surtout nominale, étant donné que Xénophon nous dit que Cyrus a attribué à un fils appelé Tanaoxares (probablement Smerdis) la satrapie de Cadusie. Mais à l'époque de Darius le Grand, le contrôle perse sur la région a dû disparaître, car la Cadusie n'est jamais citée par Hérodote ni dans les listes perses de peuples et de territoires de l'empire. Cependant, à une date inconnue, les Cadusiens ont été, semble-t-il, soumis et probablement ajoutés à la satrapie de la Médie ou à celle de l'Hyrcanie, car en 406 avant notre ère Cyrus le Jeune, fils du haut roi Darius II (423–404 av. J.-C.), mène une expédition contre les Cadusiens révoltés. L'expédition de Cyrus fut un succès car trois ans plus tard, des troupes cadusiennes combattent à Cunaxa sous les bannières d'Artaxerxès II (404–358 av. J.-C.) contre Cyrus. Mais leur obéissance à Artaxerxès II ne dure pas longtemps ; on les voit se rebeller en 385 et 358 av. La première rébellion est vaincue par une grande armée dirigée par le même Artaxerxès. Dans la victoire perse, le conseiller du roi Tiribaze a joué un rôle clé. Un autre homme qui s'est distingué dans la campagne était Datamès, qui allait devenir l'un des généraux perses les plus brillants. Le conflit de 358 sous Artaxerxès III (358–338 av. J.-C.) fut le dernier affrontement majeur entre Cadusiens et les Perses ; pendant les dernières années de l'empire, les Cadusiens restèrent soumis. Cette guerre fut importante puisqu'elle donna l'occasion au général persan Codoman de se distinguer dans un seul combat contre un chef cadusien ; une action qui lui a ouvert la voie vers le trône en tant que Darius III (336-330 av. J.-C.).

## Sous Alexandre le Grand

Peuples des régions de la mer Noire et la Capienne selon Pomponius Mela

Dans la conquête macédonienne de l'est, les Cadusiens sont restés fidèles aux Perses jusqu'à la mort de Darius III : leur cavalerie combat Alexandre à Gaugamèles (331 av. J.-C.) et se prépare à envoyer des renforts au Haut Roi après la bataille. Mais à la fin, ils sont soumis par le général macédonien Parménion. Dans les guerres orientales ultérieures, ils sont mentionnés comme les alliés de l'une ou l'autre partie. Après la division de l'empire d'Alexandre, la Cadusie échoit à l'empire séleucide et les Cadusiens se battent pour les Séleucides dans la bataille de Raphia contre les Égyptiens (217 av. J.-C.), puis leur nom est cité par les envoyés d'Antiochos III (223-187 avant notre ère) à Aegium auprès des Achéens comme l'un des nombreux peuples des Séleucides. La victoire des Romains à Magnésie sur les Séleucides provoque la désintégration de l'empire séleucide et il semble que la Cadusie échoit aux Parthes : en effet, en 36 avant notre ère, Marc Antoine les affronte lors de sa campagne parthe, de même que Caracalla en 216 de notre ère. À l'exception d'une lettre apocryphe d'un chef cadusien nommé Velenus au roi sassanide Shapur Ier en 260, la mention dans le récit des campagnes de Caracalla est la dernière et les Cadusiens disparaissent des chroniques, à moins que ce soit leur nom qui a changé pour celui de Caspiens. Les Talyches modernes s'identifient généralement aux anciens Cadusiens et Caspiens.

## Source
1. ↑  (en) William Smith, A New Classical Dictionary of Biography, Mythology, and Geography, Partly Based on the "Dictionary of Greek and Roman Biography and Mythology", London, Murray, 1853, 332 p. (lire en ligne), p. 130-131
2. ↑  William Smith, Henry Wace. A Dictionary of Christian Biography, Literature, Sects and Doctrines; Being a Continuation of 'The Dictionary of the Bible'. — John Murray, Albemarle Street, 1877. — p. 477.
3. ↑  Oleg Nikolaïevitch Troubatchev sur Indoarica в Северном Причерноморье: реконструкция реликтов языка : этимологический словарь / ред. Скрипова Т.М. — Москва: Наука, 1999. — С. 243. — 318 с. —  (ISBN 978-5-02-011675-7).
4. ↑  Article « Cadusii », dans Pierre Larousse, Grand dictionnaire universel du XIXe siècle en 15 vol., Paris 1863-1890
5. ↑  (ru) А. А. Мамедов et А. Б. Оришев, « ЭТНОГЕНЕЗ ТАЛЫШСКОГО НАРОДА », Фундаментальные исследования, vol. 4, no 2,‎ 2015 (ISSN 1812-7339, lire en ligne)
6. ↑  Naturkunde. Lateinisch-Deutsch. Buch VI / Kai Brodersen. — Zürich, 1996. — S. 184.
7. ↑  Diodorus, Bibliotheca, ii. 3
8. ↑  Xenophon, Cyropaedia, v. 3-4.
9. ↑  Xenophon, Cyropaedia, viii. 7
10. ↑  Xenophon, Hellenica, ii. 1. 13
11. ↑  Plutarch, Parallel Lives, "Artaxerxes", 24; Cornelius Nepos, Lives of the Eminent Commanders, "Datames", 1; Diodorus, xv. 8, 10
12. ↑  Diodorus, xvii. 6; Justin, Epitome of Pompeius Trogus, x. 3
13. ↑  Diodorus, xvii. 59; Quintus Curtius Rufus, Historiae Alexandri Magni, iv. 15; Arrien, III. 8, 11, 19
14. ↑  Livy, Ab urbe condita, xxxv. 48 Archived 2003-03-09 at the Wayback Machine; Polybius, Histories, v. 79; Historia Augusta: "Caracalla", 6; ibid., Historia Augusta: "The Two Valerians", 2.